# Doraemon: Nobita to Mittsu no Seireiseki
Doraemon: Nobita to Mittsu no Seireiseki (tiếng Nhật: ドラえもん のび太と3つの精霊石) là một trò chơi hành động 3D trên Nintendo 64. Nó chỉ được phát hành tại Nhật Bản vào năm 1997. Trò chơi được dựa trên những tác phẩm Doraemon như truyện tranh và phim hoạt hình. Cùng loại với nó là các trò chơi Nobita to Hikari no Shinden, Nobita no Machi SOS!, tất cả chúng chỉ được ra mắt tại Nhật Bản.